# مارودجو
مارودجو (بالإيطالية: Maruggio)‏ هي بلدية في مقاطعة تارانتو في إقليم بوليا الإيطالي.

## السكان
في سنة 1861 بلغ عدد السكان 1٬644 نسمة، وتطور العدد ليصل في سنة 2018 لـ 5٬237 نسمة.
يظهر هذا المخطط البياني تطور النمو السكاني لـ مارودجو